# Roald Als
Roald Als (født 2. april 1948 på Frederiksberg) er en dansk forfatter og håndtegner, primært kendt for sine satiriske avistegninger.
I 1970'erne slog han sine folder i bl.a. Hovedbladet, Politisk Revy, Ugebladet København og Levende Billeder. Fra 1980-1994 var han tilknyttet Weekendavisen og siden 1994 har han været tilknyttet Politiken. Han er kendt for sin nøjagtige streg og sine antiborgerlige og anti-EU-tegninger.
Han har illustreret bøger og skrevet kogebøger.
Han blev gift første gang i 1970 med Eliza Fonnesbech-Sandberg og anden gang i 1990 med Anette Margrethe Rasmussen.
I 2018 udkom bogen om Roald Als "Rene Linjer og Gale Streger" i anledning af tegnerens 70 års fødselsdag.

### Samlinger af tegninger
Samlingerne af tegninger har causerende tekst af Poul Einer Hansen.
- Under gulvtæppet (1992)
- Politisk korrekt (1995)
- Fodfejl og pletskud (1997)
- Håbløst bagud (1999)
- Med ved bordet (2000)
- Frit valg på nederste hylde (2002)
- Fyringsrunde (2004)
- En god socialdemokrat (2008)

### Udvalgte illustrationer
- Greven af Monte Cristo (1991) - tekst af Alexandre Dumas den ældre
- Håndbog for halvgamle mænd (2011) - tekst af Bjarne Schilling og Gorm Vølver
- Halvgamle mænd i deres bedste alder (2012) - tekst af Bjarne Schilling og Gorm Vølver
- Den politiske tango (2012) - tekst af Ola Jørgensen
- Nullerne (2012) - tekst af Søren Mørch

## Hædersbevisninger
Han har flere gange modtaget priser og legater. Disse tæller bl.a.
- Alfred Schmidts Legat (1982)
- Kulturministeriets Illustratorpris (1986)
- Kulturministeriets Initiativpris (1988)
- Svarres Legat (1992)
- Årets bladtegner (1996)
- Carsten Nielsen Legat (1998)
- Årets Victor (2001)
- LO's kulturpris (2003)
- Publicistprisen (2008)
- DML's æresdiplom (2011)